# یوستون، نیو ساوت ولز
یوستون (به انگلیسی: Euston) یک شهرک در استرالیا است که در نیو ساوت ولز واقع شده‌است.